# Sovjak
Sovjak är ett samhälle i Bosnien och Hercegovina.   Det ligger i entiteten Republika Srpska, i den nordvästra delen av landet, 170 km nordväst om huvudstaden Sarajevo. Sovjak ligger 198 meter över havet och antalet invånare är 213.
Terrängen runt Sovjak är platt åt nordost, men åt sydväst är den kuperad. Närmaste större samhälle är Bosanska Gradiška, 17,4 km öster om Sovjak. 
Omgivningarna runt Sovjak är en mosaik av jordbruksmark och naturlig växtlighet. Runt Sovjak är det ganska tätbefolkat, med 67 invånare per kvadratkilometer.